# Estandarte Real de Tailandia

Estandarte Real de Tailandia.

El Estandarte Real de Tailandia (en tailandés: ธงมหาราช) es la bandera oficial del Rey de Tailandia. La versión actual fue adoptada en el año 1910 durante el reinado de Vajiravudh (Rama VI). En 1979, su diseño fue regulado por ley, quedando recogido en el artículo 2 de la Ley Tailandesa de la Bandera de 1979 (พระราชบัญญัติธงพ.ศ. 2522) que también regula otras enseñas tailandesas. El primer Estandarte Real fue creado en 1855 por el rey Mongkut.
El estandarte real de Tailandia (denominado Maharaj Tanga) consiste en un paño de color amarillo y forma cuadrada con el escudo tailandés (conocido también como Garudá) en su centro. Garudá es un ave mítica para hindúes y budistas que ha sido adoptado como las armas del monarca tailandés y, por extensión, es el escudo nacional del país. Fue símbolo de la monarquía en el periodo del Reino de Ayutthaya. Recuperado como emblema en 1910, el rey Vajiravudh decidió sustituir todas las enseñas reales utilizadas en aquella época, por el estandarte real actual y sus variantes, usadas por los miembros de la Familia Real, en los que figura el Garudá. 

## Uso
Los estandartes reales tailandeses suelen ser izados en las residencias reales, embarcaciones de la Armada, vehículos terrestres y como figuran como emblema en los laterales de las aeronaves reales. También son empleados en ceremonias oficiales. El uso de estas enseñas se reserva exclusivamente a la monarquía y la población no utiliza reproducciones de las mismas. Sin embargo existen también unas banderas reales de carácter personal, cuyo uso sí se encuentra muy extendido entre la población tailandesa, y que por lo general se muestran junto a la bandera nacional.

## Otros miembros de la familia real
La ley también adoptó las banderas de otros miembros de la familia real, así como el regente de Tailandia. 
| Estandarte | Creación | Uso | Detalles |
| ---------- | -------- | --- | --- |
|            | 1911 -   | Estandarte de la Reina de Tailandia (ธงราชินี: Thong Rajini)                                                                      | Contiene los mismos elementos que el Estandarte Real pero con unas proporciones de 2:3 y terminado en dos puntas o farpas. |
|            | 2019 -   | Estandarte de Sirikit, reina madre de Tailandia (ธงสมเด็จพระบรมราชชนนีพันปีหลวง: Thong Somdet Phra Borommaratchonnani Phanpi Luang) | Es idéntico al estandarte de la Reina pero se ha personalizado con su monograma personal, reproducido en el cantón. |
|            | 1979 -   | Estandarte para miembros con una posición elevada en la Casa Real (normalmente la madre del Rey)                                | Posee la misma forma y proporciones que el estandarte usado por la reina pero cuenta con un cuadrado azul en su centro, en el que aparece representada la Corona Real Tailandesa sobre dos cuencos sobre una mesa flanqueada por dos parasoles reales. |
|            | 1911 -   | Estandarte del príncipe heredero de Tailandia (ธงเยาวราชฝ่ายหน้า : Thong Yaowarat Fai Na)                                         | Un paño de forma cuadrada de color azul oscuro con un cuadrado con los colores del Estandarte Real, situado en el centro. |
|            | 1911 -   | Estandarte de la princesa consorte del heredero de Tailandia (ธงเยาวราชฝ่ายใน: Thong Nai Yaowarat Fai)                           | Un paño rectangular con los mismos colores que el estandarte del heredero pero con proporciones de 2:3 y terminado en dos puntas o farpas. |
|            | 1911 -   | Estandarte para los otros príncipes (varones) de la dinastía Chakri (ธงราชวงศ์ฝ่ายหน้า: Thong Rajawong Fai Na)                     | Un paño de forma cuadrada de color azul oscuro con un círculo con los colores del Estandarte Real, situado en el centro. |
|            | 1911 -   | Estandarte para otras princesas de la dinastía Chakri (ธงราชวงศ์ฝ่ายใน: Thong Rajawong Fai Nai)                                   | Un paño rectangular con los mismos colores que el estandarte utilizado por los príncipes varones tailandeses pero con proporciones de 2:3 y terminado en dos puntas o farpas.                                                                          |
|            | 1936 -   | Estandarte para los Regentes de Tailandia (ธงผู้สำเร็จราชการแทนพระองค์)                                                             | Un paño de forma cuadrada de color blanco con un escudo con los colores de la bandera nacional y timbrado con el escudo tailandés o Garudá. El escudo está situado en el centro de la bandera.                                                         |

## Estandartes reales históricos

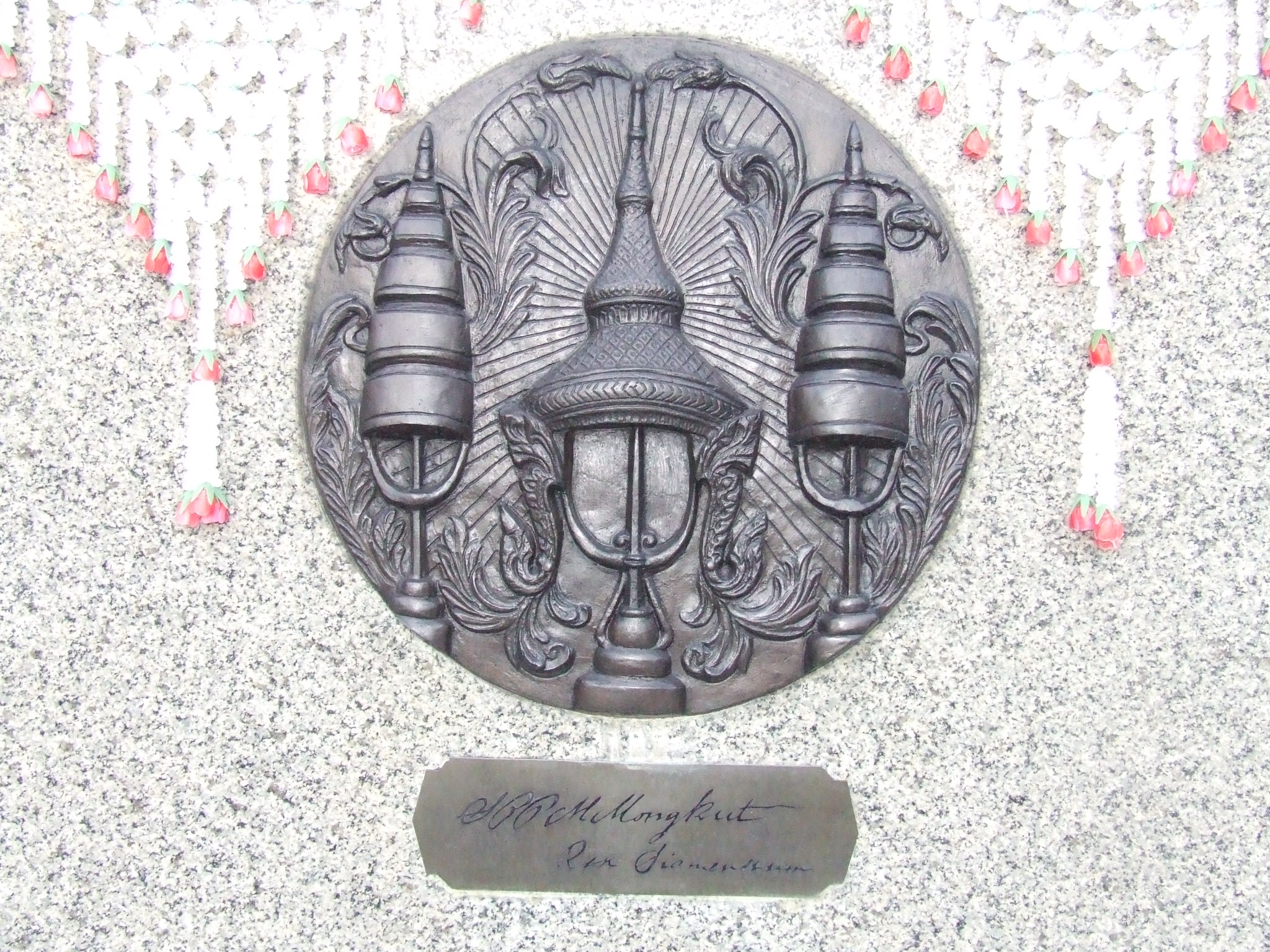
Sello personal y firma del rey Mongkut.

### Cuarto reinado
El rey Mongkut (Rama IV) consideró necesario adoptar un estandarte real para diferenciar los barcos reales de otros buques en sus numerosos viajes por todo el Reino y para que éste fuese izado sobre el Gran Palacio de Bangkok cuando se encontrase en él. En 1855 se creó la primera enseña real tailandesa, el llamado ' Thong Chom Klao ' (ธงจอมเกล้า). Consistió en una bandera rectangular de color rojo con un pequeño rectángulo de color azul oscuro situado en su interior. En el rectángulo de color azul oscuro aparecía representada la Gran Corona de la Victoria, sobre un soporte y flanqueada por dos parasoles reales de siete niveles. La corona figuraba en el sello personal del rey que contenía unas armas parlantes ya que aludían tanto al nombre de pila del monarca y como a su nombre ceremonial: ' Mongkut ' (มงกุฎ) y ' Chom Klao ' (จอมเกล้า). Con estos dos términos se alude a la 'Corona' en tailandés. Tanto la corona como los parasoles se encuentran sobre una plataforma de oro. Sin embargo, la visión de un mástil sin enseña cuando el rey no se encontraba en palacio, se consideró poco adecuada y se adoptó una segunda bandera destinada a ser izada durante la ausencia del monarca. Este estandarte fue conocido como ' Thong Aiyarapot ' (ธงไอยราพต). Consistió la bandera rectangular de color rojo en la que se encontraba representado un elefante blanco mítico de tres cabezas (Airavata), con la indumentaria asociada a la realeza y una caseta de oro. La caseta contenía un símbolo hindú y budista denominado Aum o Unalom. El paquidermo estaba representado de pie y situado sobre una base de oro. En el estandarte la figura del elefante se encontraba flanqueada por cuatro parasoles reales de siete niveles. 
|  |  |

### Quinto Reinado

Escudo del monarca tailandés de 1873 a 1910.

En 1891, el rey Chulalongkorn (Rama V) decidió promulgar una nueva ley por la que se modificó el estandarte real y se crearon, por vez primera en Tailandia, diferentes variantes del mismo destinadas los restantes miembros de la Familia Real. En el estandarte real se incorporó el escudo propiamente dicho de las armas de dominio del monarca, adoptadas en 1873. Consistió en un escudo de oro que contaba con tres particiones. En la primera, de oro (amarillo) figuraba el un elefante blanco mítico de tres cabezas que representaba a Siam; en el segundo, de gules (rojo) aparecía representado un elefante blanco (con una cabeza), símbolo de Laos (Lan Xang); y en la tercera partición, de gules (representado de color rosa), figuraban dos Kris (dagas empleadas en el Sudeste Asiático) puestas en souter (cruzadas) por la Suzeranía de Malasia. Posteriormente Siam fue obligada por franceses y británicos a renunciar a los dos territorios mencionados. Debajo de la corona, símbolo de la Dinastía Chakri, figuraron los emblemas alusivos al Chakra y al Trisula que fue un símbolo religioso hindú y budista con forma de tridente. Las proporciones del estandarte adoptado en 1891 fueron de 5:6. El nombre con el que fue conocida la enseña real pasó a ser ' Tanga Boromrajathawat Maha Siaminthra ' (ธงบรมราชธวัชมหาสยามินทร์). Algunos años después, en 1897, la denominación del estandarte fue de nuevo cambiada por ' Thong Maharaj ', que aún permanece. 
El rey Chulalongkorn mantuvo los colores y elementos del estandarte empleado para indicar su ausencia, pero sustituyó el símbolo Aum o Unalom por su propio emblema personal; จปร, que se deriva de จุฬาลงกรณ์ ปรมราชาธิราช :Chulalongkorn Paramarajadhiraja (que equivaldría a la expresión latina Chulalongkorn Rex). El emblema personal del monarca estaba rematado con una corona utilizada por príncipes tailandeses y denominada Phra Kiao (พระเกี้ยว). El nombre de este pabellón también se modificó por ' Thong Chudhathipathai ' (ธงจุฑาธิปไตย). 
|  |  |

#### Otros miembros de la Familia Real
| Estandarte | Vigencia    | Uso                                                                                   | Detalles |
| ---------- | ----------- | ------------------------------------------------------------------------------------- | --- |
|            | 1891 - 1897 | Estandarte para los miembros de la dinastía Chakri (ธงเยาวราชธวัช: Thong Yaowarajawat) | Un paño de color rojo con el escudo real con los emblemas alusivos al Chakra y al Trisula situados en su parte superior.                                                                                 |
|            | 1897 - 1910 | Estandarte de la Reina de Siam                                                        | Estandarte con los mismos elementos que el estandarte real pero con una proporción de 2:3 y con el extremo terminado en dos puntas o farpas.                                                             |
|            | 1897 -1910  | Estandarte del Príncipe Heredero de Siam                                              | Un paño rectangular de color azul oscuro con el escudo real con la Corona, y los emblemas alusivos al Chakra y al Trisula, situados en el centro de una plataforma con dos parasoles reales a cada lado. |
|            | 1897 - 1910 | Estandarte para la consorte del Príncipe Heredero de Siam                             | Un paño rectangular de color azul oscuro con una proporción de 2:3, con los mismos elementos que el estandarte del Príncipe Heredero pero con el extremo terminado en dos puntas o farpas.               |
|            | 1897 - 1910 | Estandarte para otros príncipes (varones) de la dinastía Chakri                       | Paño cuadrado de color azul oscuro con el escudo real, la Corona, y los emblemas del Chakra y del Trisula situados en su centro.                                                                         |
|            | 1899 - 1910 | Estandarte para otras princesas de la dinastía Chakri                                 | Estandarte con los mismos elementos que el estandarte usado por los príncipes varones, con una proporción de 2:3 y con el extremo terminado en dos puntas o farpas.                                      |

### Sexto reinado
En 1910 el rey Vajiravudh sustituyó el estandarte real y sus variantes para que recogiesen las nuevas armas reales, con el Garudá Real. Estos estandartes se han mantenido vigentes hasta la actualidad. Seis años más tarde, también rediseñó la bandera nacional y las enseñas de guerra.